# Catalitzador de Grubbs
Els catalitzadors de Grubbs són un conjunt de complexos de ruteni emprats com a catalitzadors en reaccions de metàtesi d'olefines. Van ser sintetitzats i descrits per primera vegada l'any 1992 pel químic nord-americà Robert H. Grubbs.